# Campeonato Mundial de Corta-Mato de 2011
O 39º Campeonato Mundial de Corta-Mato de 2011 foi realizado em Punta Umbría, na Espanha, no dia 20 de março de 2011. Participaram da competição 423 atletas de 51 nacionalidades distribuídos em quatro provas. Todas as provas levaram medalhas na categoria individual e por equipe. Na categoria sênior masculino Imane Merga da Etiópia levou o ouro, e na categoria sênior feminino Vivian Cheruiyot do Quênia levou o ouro. 

## Agenda
Todos os horários são locais (UTC+1).
| Data        | Hora  | Prova            |
| ----------- | ----- | ---------------- |
| 20 de março | 11:30 | Feminino júnior  |
| 20 de março | 12:00 | Masculino júnior |
| 20 de março | 12:45 | Feminino sênior  |
| 20 de março | 13:40 | Masculino sênior |

## Medalhistas
Esses foram os campeões da competição. 
| Evento                   | Ouro                               | Ouro  | Prata                          | Prata | Bronze                            | Bronze |
| ------------------------ | ---------------------------------- | ----- | ------------------------------ | ----- | --------------------------------- | ------ |
| Individual               |                                    |       |                                |       |                                   |        |
| Masculino sênior (12 km) | Imane Merga · Etiópia              | 33:50 | Paul Kipngetich Tanui · Quénia | 33:52 | Vincent Kiprop Chepkok · Quénia   | 33:53  |
| Masculino júnior (8 km)  | Geoffrey Kipsang Kamworor · Quénia | 22:21 | Thomas Ayeko · Uganda          | 22:27 | Patrick Mutunga Mwikya · Quénia   | 22:32  |
| Feminino sênior (8 km)   | Vivian Cheruiyot · Quénia          | 24:58 | Linet Masai · Quénia           | 25:07 | Shalane Flanagan · Estados Unidos | 25:10  |
| Feminino júnior (6 km)   | Faith Kipyegon · Quénia            | 18:53 | Genet Yalew · Etiópia          | 18:54 | Azemra Gebru · Etiópia            | 18:54  |
| Equipe                   |                                    |       |                                |       |                                   |        |
| Masculino sênior         | Quénia                             | 14    | Etiópia                        | 38    | Uganda                            | 49     |
| Masculino júnior         | Quénia                             | 20    | Etiópia                        | 24    | Uganda                            | 50     |
| Feminino sênior          | Quénia                             | 15    | Etiópia                        | 29    | Estados Unidos                    | 57     |
| Feminino júnior          | Etiópia                            | 17    | Quénia                         | 19    | Japão                             | 75     |

## Resultados
Foram disputadas quatro categorias, sendo os 12 primeiros colocados destacados a seguir. 

### Masculino sênior (12 km)
Individual
| Posição           | Atleta                  | Nacionalidade | Tempo |
| ----------------- | ----------------------- | ------------- | ----- |
| Medalha de ouro   | Imane Merga             | Etiópia       | 33:50 |
| Medalha de prata  | Paul Kipngetich Tanui   | Quênia        | 33:52 |
| Medalha de bronze | Vincent Kiprop Chepkok  | Quênia        | 33:53 |
| 4                 | Mathew Kipkoech Kisorio | Quênia        | 33:55 |
| 5                 | Geoffrey Mutai          | Quênia        | 34:03 |
| 6                 | Stephen Kiprotich       | Uganda        | 34:07 |
| 7                 | Philemon Kimeli Limo    | Quênia        | 34:21 |
| 8                 | Hunegnaw Mesfin         | Etiópia       | 34:25 |
| 9                 | Ali Hasan Mahboob       | Bahrein       | 34:30 |
| 10                | Hosea Mwok Macharinyang | Quênia        | 34:30 |
| 11                | Moses Ndiema Kipsiro    | Uganda        | 34:31 |
| 12                | Dino Sefir              | Etiópia       | 34:35 |

Equipe
| Paul Kipngetich Tanui     | 2    |
| Vincent Kiprop Chepkok    | 3    |
| Mathew Kipkoech Kisorio   | 4    |
| Geoffrey Kiprono Mutai    | 5    |
| (Philemon Kimeli Limo)    | (7)  |
| (Hosea Mwok Macharinyang) | (10) |

| Imane Merga     | 1    |
| Hunegnaw Mesfin | 8    |
| Dino Sefir      | 12   |
| Feyisa Lilesa   | 17   |
| (Belete Assefa) | (46) |

| Stephen Kiprotich    | 6    |
| Moses Ndiema Kipsiro | 11   |
| Geofrey Kusuro       | 13   |
| Dickson Huru         | 19   |
| (Moses Kibet)        | (22) |

- Nota: Atletas entre parênteses não pontuaram para o resultado final.

### Masculino júnior (8 km)
Individual
| Posição           | Atleta                    | Nacionalidade | Tempo |
| ----------------- | ------------------------- | ------------- | ----- |
| Medalha de ouro   | Geoffrey Kipsang Kamworor | Quênia        | 22:21 |
| Medalha de prata  | Thomas Ayeko              | Uganda        | 22:27 |
| Medalha de bronze | Patrick Mutunga Mwikya    | Quênia        | 22:32 |
| 4                 | Bonsa Dida                | Etiópia       | 22:39 |
| 5                 | Fikadu Haftu              | Etiópia       | 22:43 |
| 6                 | James Gitahi Rungaru      | Quênia        | 22:43 |
| 7                 | Muktar Edris              | Etiópia       | 22:44 |
| 8                 | Yitayal Atnafu            | Etiópia       | 22:53 |
| 9                 | Jacob Araptany            | Uganda        | 23:03 |
| 10                | Isaiah Kiplangat Koech    | Quênia        | 23:10 |
| 11                | Tesfaye Cheru             | Etiópia       | 23:16 |
| 12                | Samson Gebreyohannes      | Eritreia      | 23:18 |

Equipe
| Geoffrey Kipsang Kamworor  | 1    |
| Patrick Mutunga Mwikya     | 3    |
| James Gitahi Rungaru       | 6    |
| Isiah Kiplangat Koech      | 10   |
| (Philemon Kipchumba Yator) | (13) |
| (Justine Kiprop Cheruiyot) | (14) |

| Bonsa Dida       | 4    |
| Fikadu Haftu     | 5    |
| Muktar Edris     | 7    |
| Yitayal Atnafu   | 8    |
| (Tesfaye Cheru)  | (11) |
| (Teshome Tafese) | (19) |

| Thomas Ayeko    | 2    |
| Jacob Araptany  | 9    |
| Peter Kibet     | 15   |
| Phillip Kipyego | 24   |
| (Daniel Rotich) | (25) |

- Nota: Atletas entre parênteses não pontuaram para o resultado final.

### Feminino sênior (8 km)
Individual
| Posição           | Atleta                      | Nacionalidade  | Tempo |
| ----------------- | --------------------------- | -------------- | ----- |
| Medalha de ouro   | Vivian Cheruiyot            | Quênia         | 24:58 |
| Medalha de prata  | Linet Masai                 | Quênia         | 25:07 |
| Medalha de bronze | Shalane Flanagan            | Estados Unidos | 25:10 |
| 4                 | Meselech Melkamu            | Etiópia        | 25:18 |
| 5                 | Priscah Jepleting Cherono   | Quênia         | 25:20 |
| 6                 | Wude Ayalew                 | Etiópia        | 25:21 |
| 7                 | Pauline Chemning Korikwiang | Quênia         | 25:26 |
| 8                 | Lineth Chepkurui            | Quênia         | 25:28 |
| 9                 | Genzebe Dibaba              | Etiópia        | 25:36 |
| 10                | Belaynesh Oljira            | Etiópia        | 25:40 |
| 11                | Hiwot Ayalew                | Etiópia        | 25:42 |
| 12                | Shitaye Eshete              | Bahrein        | 25:53 |

Equipe
| Vivian Jepkemoi Cheruiyot   | 1    |
| Linet Chepkwemoi Masai      | 2    |
| Priscah Jepleting Cherono   | 5    |
| Pauline Chemning Korikwiang | 7    |
| (Lineth Chepkurui)          | (8)  |
| (Sylvia Jebiwott Kibet)     | (13) |

| Meselech Melkamu  | 4    |
| Wude Ayalew       | 6    |
| Genzebe Dibaba    | 9    |
| Beleynesh Oljira  | 10   |
| (Hiwot Ayalew)    | (11) |
| (Merima Mohammed) | (15) |

| Shalane Flanagan      | 3    |
| Molly Huddle          | 17   |
| Magdalena Lewy-Boulet | 18   |
| Blake Russell         | 19   |
| (Alisa McKaig)        | (28) |
| (Lisa Koll)           | (40) |

- Nota: Atletas entre parênteses não pontuaram para o resultado final.

### Feminino júnior (6 km)
Individual
| Posição           | Atleta                     | Nacionalidade | Tempo |
| ----------------- | -------------------------- | ------------- | ----- |
| Medalha de ouro   | Faith Kipyegon             | Quênia        | 18:53 |
| Medalha de prata  | Genet Yalew                | Etiópia       | 18:54 |
| Medalha de bronze | Azemra Gebru               | Etiópia       | 18:54 |
| 4                 | Waganesh Mekasha           | Etiópia       | 18:59 |
| 5                 | Janeth Kisa                | Quênia        | 19:08 |
| 6                 | Nancy Chepkwemoi           | Quênia        | 19:20 |
| 7                 | Purity Cherotich Rionoripo | Quênia        | 19:24 |
| 8                 | Emebet Anteneh             | Etiópia       | 19:29 |
| 9                 | Brillian Jepkorir Kipkoech | Quênia        | 19:33 |
| 10                | Buze Diriba                | Etiópia       | 19:34 |
| 11                | Alem Mokonnin              | Etiópia       | 19:39 |
| 12                | Katsuki Suga               | Japão         | 19:49 |

Equipe
| Genet Yalew      | 2    |
| Azemra Gebru     | 3    |
| Waganesh Mekasha | 4    |
| Emebet Anteneh   | 8    |
| (Buze Diriba)    | (10) |
| (Alem Mokonnin)  | (11) |

| Faith Kipyegon               | 1    |
| Janeth Kisa                  | 5    |
| Nancy Chepkwemoi             | 6    |
| Purity Cherotich Rionoripo   | 7    |
| (Brillian Jepkorir Kipkoech) | (9)  |
| (Naom Chepngeno Mitei)       | (16) |

| Katsuki Suga      | 12   |
| Tomoka Kimura     | 13   |
| Yuriko Kosaki     | 23   |
| Risa Yokoe        | 27   |
| (Risa Shibuya)    | (30) |
| (Natsumi Yoshida) | (34) |

- Nota: Atletas entre parênteses não pontuaram para o resultado final.

## Quadro de medalhas (não oficial)
| Ordem | País           | Medalha de ouro | Medalha de prata | Medalha de bronze | Total |
| ----- | -------------- | --------------- | ---------------- | ----------------- | ----- |
| 1     | Quênia         | 6               | 3                | 2                 | 11    |
| 2     | Etiópia        | 2               | 4                | 1                 | 7     |
| 3     | Uganda         | 0               | 1                | 2                 | 3     |
| 4     | Estados Unidos | 0               | 0                | 2                 | 2     |
| 5     | Japão          | 0               | 0                | 1                 | 1     |
|       | TOTAL          | 8               | 8                | 8                 | 24    |

## Participação
De acordo com uma contagem não oficial, 423 atletas de 51 países participaram. Isso está de acordo com os números oficiais publicados. 
| - Argélia (16) - Angola (1) - Argentina (2) - Austrália (15) - Bahrein (13) - Bielorrússia (2) - Bélgica (1) - Botswana (4) - Brasil (12) - Bulgária (2) - Canadá (18) - Cabo Verde (1) - Ilhas Cayman (1) - China (3) - Dinamarca (1) - Guiné Equatorial (1) - Eritreia (20) | - Etiópia (24) - França (9) - Grã-Bretanha (24) - Alemanha (1) - Irlanda (3) - Israel (1) - Itália (11) - Japão (22) - Jordânia (2) - Quénia (24) - Lesoto (2) - México (3) - Marrocos (22) - Nova Zelândia (6) - Noruega (5) - Peru (5) - Polónia (2) - Portugal (14) | - Roménia (1) - Rússia (6) - Ruanda (4) - Seicheles (3) - Sérvia (1) - África do Sul (23) - Espanha (24) - Sudão (4) - Suíça (2) - Tajiquistão (1) - Tunísia (14) - Uganda (19) - Emirados Árabes Unidos (2) - Estados Unidos (24) - Venezuela (1) - Zimbabwe (1) |